# OverClocked ReMix
OverClocked Remix (parfois abrégé OC ReMix) est une communauté de musiciens amateurs de jeux vidéo, fondée sur internet fin 1999. Les membres y ont pour passion de remixer des musiques de jeux vidéo, et de les proposer en téléchargement gratuit.

## Le site
Il s'agit d'une véritable base de données, du fait de l'énorme quantité de morceaux disponibles au téléchargement. Ces derniers sont proposés au format MP3.
On y trouve des versions réarrangées des grands classiques vidéoludiques. Il s'agit bien sûr de remixes non officiels, l’activité des membres étant non lucrative, et surtout non licenciée.
OverClocked ReMix a réalisé en mai 2006 la bande originale du jeu Super Street Fighter II Turbo HD Remix.

## Profil des membres
Si des remixes issus de jeux récents sont proposés, l’essentiel des compositions téléchargeables concerne les jeux anciens, de l’époque 1982-1994. C’est-à-dire lorsque les capacités sonores des machines étaient assez limitées, comparées à celles qui suivirent à partir de 1994 avec l’adoption du CD-ROM comme support standard.[réf. nécessaire]